# По ту сторону (телесериал Starz)
«По ту сто́рону», «Обра́тная сторона́», «Контрми́р», или «Двойни́к» (англ. Counterpart) — американский телесериал в жанре триллера и научной фантастики, созданный Джастином Марксом. Сериал был заказан сразу на два сезона. Премьерный эпизод, режиссёром которого стал Мортен Тильдум, был показан 10 декабря 2017 года на телеканале Starz.
В феврале 2019 года Starz закрыл сериал после двух сезонов.

## Сюжет
Говард Силк (Дж. К. Симмонс), скромный служащий бюрократического агентства, который живёт в Берлине, однажды обнаруживает, что его организация охраняет секрет перехода в параллельное измерение. Тридцать лет назад в результате научного эксперимента восточногерманских учёных возник параллельный мир, поначалу полностью идентичный существующему. Но со временем миры стали разниться. В первом мире (мир «Альфа») в Берлине можно наблюдать развитое либеральное общество, аналогичное современному западноевропейскому. А в Берлине второго мира (мир «Прайм») — жёсткое авторитарное управление, пустынные улицы, частые вкрапления не присущей реальному Берлину архитектуры (например, копия московской башни Эволюция) в исторический городской ландшафт (аллюзия на ФРГ и ГДР). Поскольку раньше мир был один, люди в каждом из нынешних миров имеют «аналогов» — человека с общим прошлым и одинаковым генотипом, но другой линией жизни и другим характером. Через сериал красной нитью проходит возможность сравнить себя со своим двойником, желание стать лучшей версией самого себя.
Миры друг от друга отделяет коридор на нижнем уровне. На границе существуют таможня, дипломатические отношения, нелегалы и отлавливающие их агенты (аллюзия на Берлинскую стену). Для посещения «другой» стороны требуется виза, которая выдаётся в основном на несколько часов или дней. Большинство агентов работает в «конторе» (Управлении обмена): мрачном симметричном здании с обеих сторон от двери, бывшим штаб-квартирой восточногерманского НИИ. Сотрудники Управлений обмена обоих миров общаются друг с другом, передавая информацию о своём мире и опасных людях, незаконно пересекающих границу, а также проводят совместные оперативные мероприятия.
В 1990-е годы мир «Прайм» пережил страшную пандемию гриппа, унёсшую жизни 7 % населения Земли (около полумиллиарда человек) и сильно затормозившую его технологическое развитие. Несмотря на отказ от претензий и договорённости на официальном уровне, фанатики «Прайма» убеждены, что причиной пандемии стала целенаправленная биологическая атака со стороны «Альфы», и поставили себе цель отомстить.
В «Прайме» после пандемии до сих пор многие ходят на улице в масках, действует уголовная ответственность за сокрытие симптомов болезни. План фанатиков, среди которых есть озлобленные потерей близких, заключается в том, чтобы спровоцировать конфликт с миром «Альфа», добиться закрытия перехода между мирами навсегда, после чего выпустить смертельный «мюнхенский вирус» в мире «Альфа», что им в конечном итоге и удаётся.

## В ролях

### Основной состав
- Дж. К. Симмонс — Говард Силк, сотрудник отдела передач в мире «Альфа» / оперативник-контрразведчик мира «Прайм»[1]
- Оливия Уильямс — Эмили Бёртон-Силк, жена Говарда в мире «Альфа», сотрудник службы внутреннего контроля Управления обмена/ Эмили Бёртон, бывшая жена Говарда в мире «Прайм», также сотрудник службы внутреннего контроля Управления обмена[4]
- Гарри Ллойд — Питер Куэйл, директор отдела стратегии в мире «Альфа», муж Клэр / в мире «Прайм» — подавленный пациент с легкой умственной отсталостью, запертый в подземном сооружении Эхо[4]
- Сара Серайокко — Болдуин (Надя Фиеро), убийца из мира «Прайм», пришедшая в мир «Альфа» / Надя Фиеро, интеллигентная скрипачка из мира «Альфа»[5]
- Ульрих Томсен — Джозеф Олдрич, директор отдела операций в мире «Альфа»[6]
- Мидо Хамада — Сайрус, офицер Управления обмена «по ту сторону», правая рука Олдрича[7]
- Назанин Бониади — Клэр, жена Питера, загадочная молодая женщина с любопытным прошлым, которая становится ключевой фигурой всех событий[5]
- Николас Пиннок — Иэн Шоу, оперативник-наблюдатель в мире «Прайм», любовник Эмили «Прайм» после её развода с Говардом[5]
- Джейми Бамбер — Эрик, брат Эмили
- Бетти Гэбриэл — Найя Темпл (сезон 2), бывший агент ФБР, переведенный в Управление обмена в мире «Альфа» для проведения кадровых зачисток[8].
- Джеймс Кромвелл — Янек (сезон 2), создатель Эха, подземного сооружения в мире «Прайм», ученый из мира «Альфа». В 1987 году (роль молодого Янека исполняет Сэмюэл Рукин) проводил эксперимент, во время которого его невнимательность привела к выходу эксперимента из-под контроля и разделению единого мира на два параллельных[9]

### Второстепенный состав
- Кеннет Чои — Роб Дуайр, директор отдела стратегии в «Прайме», который придерживается системы сдержек и противовесов для оперативников, которые у него служат[7]
- Гай Бёрнет — Клод Ламберт, посол из мира «Прайм» в мир «Альфа», во втором сезоне вступающий в близкие отношения с Клодом Ламбертом из мира «Альфа» (также в исполнении Гая Бёрнета)
- Стивен Ри — Александр Поуп, англичанин и старый друг Говарда из «Прайма», куратор перебежчиков-нелегалов и террористов мира «Прайм», имеет отношение к учебной программе «Индиго»[10]
- Бернхард Форхер — Андрей, партнер по игре в го Говарда из мира «Альфа», любовник Эмили из мира «Альфа»
- Ричард Шифф — Роланд Фанчер, директор дипломатического отдела в мире «Альфа», отвечающий за переговоры по обмену информацией и заключёнными между параллельными мирами, тесть Питера[10]
- Бьорн Джонсон — Генрих, переселенец из мира Прайм, часть агентурной сети Говарда из мира «Прайм»
- Лотте Фербеек — Хелен Мюллер, участница группы из трех переселенцев из мира «Прайм»
- Сара Болджер — Анна Бёртон-Силк, дочь Говарда и Эмили из мира «Прайм»[10]
- Карим Салех — сотрудник департамента обмена из мира «Альфа»
- Нолан Джерард Фанк — Ангельские Глазки, участник группы из трех переселенцев из мира «Прайм»[11]
- Тина Масафрет — Талия[10]
- Лив Лиза Фрис — Грета, бариста, подруга Болдуин[12]
- Кристиана Пауль — Мира, директор школы программы «Индиго»; также краткое появление — в качестве Миры из «Альфы»[12]
- Жаклин Биссет — Шарлотта Бёртон, мать Эмили"[12]
- Стефан Капичич — Либер, правая рука Иэна Шоу[13]
- Жаклин Антарамиан — Ава Фанхер, жена Роланда[13]
- Инго Радемахер — Фридрих, лучший друг Питера
- Марко Хан — правая рука Говарда из мира «Прайм», лояльный и ответственный оперативник

## Эпизоды

### Сезон 1 (2017—2018)
| № общий | № в сезоне | Название                                                                    | Режиссёр             | Автор сценария                           | Дата премьеры   | Зрители в США (млн) |
| --- | ---------- | --------------------------------------------------------------------------- | -------------------- | ---------------------------------------- | --------------- | ------------------- |
| 1 | 1          | «The Crossing» «Перекресток»                                                | Мортен Тильдум       | Джастин Маркс                            | 10 декабря 2017 | 0,394               |
| Говард Силк — бюрократ низшего уровня в берлинском агентстве ООН под названием «Управление Обмена», где он работает в Отделе передач, обмениваясь закодированными сообщениями «вопрос-ответ» с другим агентом. Несмотря на длительный срок пребывания в должности, Говард не знает цели отдела и ничего о Питере Куайле — директоре по стратегии Управления обмена, который блокирует продвижение Говарда по службе, ссылаясь на тусклую карьеру Говарда. Каждый день после работы Говард посещает свою жену Эмили, которая находится в состоянии комы после того, как её сбила машина. На следующий день Говарда знакомят с человеком, который один в один похож на него и которого представляют как Говард «Прайм». Куайл объясняет, что в последние годы холодной войны восточные немцы случайно создали портал в параллельную вселенную, который находится в подвале здания Управления. Говард «Прайм» объясняет, что убийца с другой стороны под кодовым названием Болдуин находит своих жертв согласно списка, в который также входит жена Говарда. В ту же ночь Говард «Прайм» представляется Говардом «Альфа» в больнице Эмили и заманивает Болдуин, но та убегает. Говард «Прайм» возвращается на свою сторону и останавливается у бара, где встречает Эмили «Прайм», которая, по его словам, сказанным Говарду «Альфа», якобы умерла от рака. |            |                                                                             |                      |                                          |                 |                     |
| 2 | 2          | «Birds of a Feather» «Птицы в перьях»                                       | Стивен Уильямс       | Джастин Маркс                            | 28 января 2018  | 0,506               |
| После того, как бывшая жена Говарда "Прайма" сообщает ему, что против него был выдан особый приказ, Говард "Прайм" убивает отправленных за ним оперативников и затем встречается с Александром Поупом, его наставником и высокопоставленным членом Управления Обмена, чтобы узнать, был ли приказ официальным или же нападение было инициировано неким преступным сговором. Поуп организует для него 36-часовую визу для прохода на сторону "Альфа". В это время Говард "Альфа" получает повышение по службе с назначением в аналитический отдел, и позже встречается с Олдричем и "Праймом" для обсуждения Болдуин. "Прайм" сообщает ему, что настоящее имя Болдуин - Надя Фиерро, и ее версия с "Альфы" - виртуозная скрипачка. Болдуин (Надя "Прайм") встречается со своим куратором Клэр, которая дает ей задание убить Надю "Альфа". Эмили "Прайм" оказывается состоящей в отношениях с Иэном Шоу, ее коллегой-оперативником. Болдуин отправляется выполнять задание по убийству своей альтер эго из мира "Альфа", но не может заставить себя убить скрипачку. Агенты Управления Обмена загоняют Болдуин в тупик, в результате операции Надя "Альфа" погибает, а Болдуин (Надя "Прайм") оказывается под арестом. Говард "Альфа" впадает в бешенство из-за бессмысленной смерти Нади "Альфа", и нападает на Олдрича. Эмили "Прайм" встречается с Поупом и говорит ему, что хочет сохранить мир между двумя мирами. Поуп отвечает: «Интересно, когда у нас был мир?» И «Будет ли когда-нибудь расплата за то, что они сделали с нами». |            |                                                                             |                      |                                          |                 |                     |
| 3 | 3          | «The Lost Art of Diplomacy» «Утраченное искусство дипломатии»               | Дженнифер Гетцзингер | Эми Берг                                 | 4 февраля 2018  | 0,299               |
| Узнав о том, что переговоров по возвращению Болдуин в "Прайм" избежать не удастся, Говард "Прайм" встречается с послом мира "Прайм" в "Альфе" Клодом Ламбером и просит его потянуть время, чтобы Олдрич и Говард "Альфа" успели допросить Болдуин. Ламберт отказывает Говарду "Прайм" в его просьбе, и Эмили "Прайм" с Иэном Шоу переходят в мир "Альфа", чтобы задать ему вопросы о провале Болдуин. Переговоры между послом "Прайма" Ламбертом и главой дипломатической службы Управления Обмена мира "Альфа" Роландом Фанчером проходят натянуто, так как мир "Прайм" был опустошен чудовищной эпидемией, и напряженность, сохраняющаяся из-за этой трагедии, блокирует прогресс. Эмили "Прайм" встречается с Говардом "Прайм" и сообщает ему, что покушение на него было организовано его "другом" Поупом. Говард же сообщает, что его источник, сообщающий о расколе в Управлении Обмена мира "Прайм", происходит из мира "Альфа". Переговоры завершаются, но допрос Болдуин оказывается безрезультатным, и позже девушку-убийцу освобождают при помощи засады, устроенной Клэр. Говард "Прайм" понимает, что переговоры были только уловкой, и подозревает Ламберта в причастности. Говарду "Прайм" грозит аннулирование его права на переход в мир "Альфа", и, чтобы избежать этого, он принимает решение сменить свою личность на личность Говарда "Альфа". В мире "Прайм" Эмили "Прайм" обнаруживает, что контактом Говарда "Прайм" была Эмили "Альфа", которая просила Говарда "Прайм" связаться с ее мужем в случае, если она пострадает. В ее квартире Эмили "Прайм" накачивают наркотиками неизвестные злоумышленники, обставляющие эту ситуацию как самостоятельную передозировку. |            |                                                                             |                      |                                          |                 |                     |
| 4 | 4          | «Both Sides Now» «Теперь обе стороны»                                       | Алик Сахаров         | Эрин Леви                                | 11 февраля 2018 | 0,360               |
| Оба Говарда - "Альфа" и "Прайм" - обсуждают дела. Клэр расспрашивает Болдуин, и та отрицает, что сказала что-либо своим похитителям. Говард "Альфа" переходит на другую сторону по документам Говарда "Прайма", и помощник Говарда "Прайма" Рааш помогает ему попасть в квартиру своего альтер эго. Говард "Прайм" в мире "Альфа" приходит на работу, пытаясь притвориться тихим и скромным Говардом "Альфа", но работа оказывается для него слишком сложной, и он сбегает из Управления. Говард "Альфа" узнает, что у его двойника из "Прайма" есть дочь от брака с Эмили, Анна Бёртон-Силк, которая живет отдельно от обоих родителей. Дочь рассказывает ему, что Эмили "Прайм" жива, но госпитализирована из-за передозировки наркотиков. Клод Ламберт тайно встречается с Клэр и передает ей, что ее начальство ею недовольно, и она должна убрать Болдуин. Говард "Прайм" в компании Куайла встречается со старым контактом, Генрихом, который открывает им, что Поуп и Ламберт - члены группировки фанатиков, в течение многих лет занимающейся нелегальной переправой людей из "Прайма" в "Альфу". Среди переправленных нелегалов есть и "крот", занимающий высокую должность в стратегическом департаменте Управления. Говард "Альфа" блефует во время встречи с Эмили "Прайм" и Иэном, но Эмили удается его поймать. Клэр обманывает Болдуин и подсылает к ней убийцу, но Болдуин расправляется с "посылкой от куратора". Говард "Альфа" и Эмили "Прайм" принимают решение работать вместе, чтобы помочь Говарду "Прайм". Говард "Прайм", застрявший в мире "Альфа" и преследуемый Поупом, решает затаиться и жить тихой жизнью Говарда "Альфа", пока Куайлу не удастся выкурить "крота". |            |                                                                             |                      |                                          |                 |                     |
| 5 | 5          | «Shaking the Tree» «Дрожащее дерево»                                        | Стивен Уильямс       | Зак Шварц                                | 18 февраля 2018 | 0,416               |
| Группа из трех нелегалов переходит границу и проникает в мир "Альфа". Клэр противостоит Генриху из-за Говарда "Прайм". Говард "Альфа" встречает Поупа, который уже знает, что Говарды поменялись мирами, и пытается посеять рознь между Говардом "Альфа" и Эмили "Прайм". Говард "Альфа" сообщает об этом бывшей жене своего альтер эго, которая считает, что за ее насильственной передозировкой стоит Поуп. Они пытаются найти дипломатического курьера, связанного с группой фанатиков и Ламбертом. Эмили рассказывает, что ужасная пандемия, пронесшаяся по миру "Прайм", была особой формой гриппа, который унес жизни полумиллиарда человек в середине 1990-х. Куайл и Олдрич встречаются с Алисой, перебежчицей из мира "Прайм", которая живет в мире "Альфа" со своим двойником. Алиса рассказывает им, что стратегический департамент Управления Обмена мира "Прайм" реализовал несанкционированную программу "Индиго", в рамках которой открыл школу для обучения детей с целью превращения их в "спящих" агентов. Программа "Индиго" была создана сотрудниками Управления мира "Прайм", которые обвиняли Управление мира "Альфа" в организации ужасной пандемии гриппа в мире "Прайм". Алиса также упоминает агента "Тень", который, возможно, был переправлен из "Прайма" в "Альфу" около пяти лет назад, и сейчас находится в мире "Альфа". Когда приятель и партнер Говарда "Альфа" по игре в Го Андрей пытается навестить в больнице Эмили "Альфа", прикрываясь чужим именем, Говард "Прайм" следом врывается в его квартиру, и находит там исследования Эмили "Альфа", однако Андрей оказывается простым гражданским парнем, с которым у Эмили "Альфа" роман за спиной любящего мужа. Клэр отдает приказ троим внедренцам, не подозревая, что Болдуин преследует ее. Говард "Альфа" пытается наладить отношения с дочерью Говарда "Прайм" Анной. |            |                                                                             |                      |                                          |                 |                     |
| 6 | 6          | «Act Like You’ve Been Here Before» «Веди себя так, как будто уже был здесь» | Дженнифер Гетцзингер | Джастин Бритт-Гибсон                     | 25 февраля 2018 | 0,429               |
| Ангельские Глазки (Angel Eyes), один из трех нелегалов, проникших в "Альфу", изучает ночную жизнь Берлина. Отвечая на вопросы его напарницы, Зачинщицы (Reangleader), он успокаивает ее, что разврат мира "Альфа" не затянул его в свою причину, и он все еще думает, что люди мира "Альфа" "грязные" и заслуживают смерти. Анна обсуждает странное поведение "отца" со своей матерью, Эмили "Прайм". Иэну сообщают, что Эмили и Говард "Альфа" встречались с курьером, и Иэн подвергает Говарда проверке на детекторе лжи. Говард с успехом проходит проверку, потому что под личиной Говарда "Прайм" скрывается Говард "Альфа", который ничего не знает о делишках своего альтер эго. Эмили "Прайм" делится с Иэном адресом в Потсдаме, который она узнала от курьера. Они, Говард "Альфа" и группа агентов едут по этому адресу, но Поуп уже предупрежден администратором, организовывавшим допрос на детекторе лжи, и все жители здания его покинули. Болдуин (Надя "Прайм") присутствует на похоронах своего двойника, скрипачки Нади Фиерро, а затем заключает сделку Клэр, соглашаясь завершить ее контракт. Позже у Болдуин появляются чувства к бариста Грете, приютившей ее после случайного знакомства в баре. Говард "Прайм" подтверждает, что расследование Эмили "Альфа" состоит из фотокопий документов стратегического департамента Управления мира "Альфа", которые были переданы их коллегам из мира "Прайм", и просит Куэйла установить происхождение документов. Генриха находят мертвым, и Говард "Прайм" делает вывод, что "крот" каким-то образом получает информацию непосредственно от Куэйла. В то время как Олдрич делает вывод из своего собственного расследования, что Куэйл - это агент "Тень", Куэйл замечает, что документы взяты из его личных файлов, что заставляет его подозревать свою жену Клэр.                          |            |                                                                             |                      |                                          |                 |                     |
| 7 | 7          | «The Sincerest Form of Flattery» «Самая искренняя форма лести»              | Алик Сахаров         | Джина Собол                              | 4 марта 2018    | 0,268               |
| В 1997 году в мире "Прайм" родители Клэр Фанчер погибают от пандемического гриппа, и оставшаяся сиротой Клэр попадает в школу проекта "Индиго". Ее безжалостно превращают в абсолютную копию Клэр "Альфа", и ее наставница Мира приучает ее ненавидеть мир "Альфа" и его жителей за то, что они впустили в мир "Прайм" смертоносный вирус. В 2013 году Клэр "Альфа" обручается с Куайлом, тогдашним заместителем директора Управления Обмена мира "Альфа", и Клэр "Прайм" переходит границу, до поры скрываясь и наблюдая за своей "Альфа"-альтернативой и готовясь занять ее место. Куайл изменяет невесте и Клэр "Альфа" бросает ее; но такой поворот невыгоден заговорщикам, и Клэр "Прайм" убивает своего двойника, занимает ее место и мирится с Куайлом. Уже в наши дни Куайл отправляет Клэр подальше от дома с поручением, и в ее отсутствие заставляет Говарда "Прайма" обыскать их дом, чтобы найти доказательства ее двуличности. В ее аптечке они находят капсулу цианида, также им становится ясно, что Клэр отслеживает перемещения мужа по его телефону. Поскольку Клэр не знает, что ее разоблачили, Куайл вынужден притворяться, что ничего не знает, во время вечеринки по случаю дня рождения. Но он нервничает, и употребляет слишком много алкоголя. После ухода гостей взволнованный и пьяный Куайл открыто обвиняет свою жену в том, что она шпионка, и пытается заставить ее проглотить цианид, но Клэр признается, что позволила истечь сроку годности таблетка из-за ее ребенка, который является первым делом в ее жизни, которое действительно принадлежит ей. |            |                                                                             |                      |                                          |                 |                     |
| 8 | 8          | «Love the Lie» «Любовь ко лжи»                                              | Алик Сахаров         | Эми Берг, Гари Гилберт и Джордан Хоровиц | 11 марта 2018   | 0,310               |
| Иэн и его подручные атакуют школу для обучения «спящих» агентов проекта «Индиго». Фанатики защищаются до последнего, однако Мира сбегает. Говард «Альфа» находит тела школьников; все они были отравлены, чтобы помешать атакующим захватить их. Хотя большинство улик было уничтожено в ходе захвата школы, Иэн и Эмили «Прайм» изучают цели, которые ставила перед собой школа. Говард «Альфа» использует влияние Говарда «Прайм», чтобы узнать личности трех нелегалов, проникших в мир "Альфа". Говарды встречаются в комнате переговоров на границе двух миров. После того, как Говард «Альфа» предоставляет Говарду «Прайм» обнаруженную им информацию, отношения двух Говардов портятся, их неприязнь друг к другу растет. Эмили «Альфа» приходит в себя в больнице, но не может говорить, и её мать Шарлотта сообщает Говарду «Прайм», что переезжает в Берлин, чтобы присматривать за дочерью. Болдуин убивает первую цель из трех оставшихся по контракту. Закованная в наручники в собственной комнате, Клэр «Прайм» раскрывает некоторые подробности своего проникновения в мир «Альфа» и планы своей фракции относительно её мужа Куайла, но отговаривает его выдать её из-за того, как это повлияет на него и их маленькую дочь. Олдрич посещает их и использует историю о том, как он довел своего коллегу до безумия, чтобы лишить Управление мира «Прайм» его талантов, чтобы тем самым передать, что Куайл должен сдаться. Той ночью Куайл признается Олдричу, что документы действительно «утекли», но, чтобы защитить жену и ребёнка, утверждает, что истинным вдохновителем этого проекта с самого начала был Говард (в данном случае — Говард «Прайм»). |            |                                                                             |                      |                                          |                 |                     |
| 9 | 9          | «No Man’s Land – Part One» «Ничья земля - часть первая»                     | Стивен Уильямс       | Эрин Леви                                | 18 марта 2018   | 0,342               |
| Говард «Прайм» уклоняется и не позволяет Олдричу захватить себя, как избегает и неуклюжей попытки Куайла захватить или убить его. Олдрич скептически относится к тому, что Куэйл или Говард «Прайм» могут быть «Тенью». Иэн и Эмили «Прайм» задерживают Каспара, информатора, который рассказал Поупу о Потсдамском рейде, прежде чем оперативники Поупа успевают заставить его замолчать. Находясь под давлением, Каспар показывает, что Поуп устроил аварию Эмили «Альфа», чтобы положить конец её слежке. Говард «Альфа» решает вернуться в мир «Альфа». Болдуин передает различные удостоверения личности и личные вещи своих жертв трем нелегалам, которые затем берут на себя роли своих мертвых двойников в Управлении мира «Альфа». Клэр приказывает Болдуину убить Говарда «Прайм» и Эмили «Альфа». Куайл намеренно разбивает свою машину, а Клэр сидит на пассажирском сиденье. Говард «Прайм» сдается Олдричу, чтобы разоблачить Клэр как «Тень» и предупредить о других лазутчиках. Проведя контрабандой оружие через службу безопасности, лазутчики убивают почти дюжину сотрудников Управления Обмена мира «Альфа». Олдрич и Говард «Прайм» убивают двух лазутчиков, но Ангельским глазкам удается проникнуть на нейтральную территорию перехода между мирами, прежде чем он умирает от ран, и тем самым он создает внешнеполитический коллапс. Олдрич воздерживается от его преследования, отмечая, что «сейчас мы не можем его трогать». |            |                                                                             |                      |                                          |                 |                     |
| 10 | 10         | «No Man’s Land – Part Two» «Ничья земля - часть вторая»                     | Дженнифер Гетцзингер | Джина Собол и Джастин Бритт-Гибсон       | 1 апреля 2018   | 0,383               |
| Службы безопасности следят за раненым Ангельскими глазками в нейтральной зоне с обеих сторон перехода. Куайл и Клэр выживают при столкновении автомобиля с минимальными травмами. Клэр объясняет, что нападение было только началом. Управленческие отделы обоих Управлений Обмена приказывают своим сотрудникам не трогать Ангельские глазки; Управление мира «Альфа» хочет, чтобы Управление мира «Прайм» потребовало его выдачи, чтобы взамен потребовать возмещения, в то время как Управление мира «Прайм» хочет избежать ответственности за несанкционированную программу «Индиго», ставившей своей целью убийство жителей мира «Альфа» и замену их шпионами из мира «Прайм». Ангельские глазки умирает на нейтральной территории, оставшись не востребованным ни одной из сторон, и Управление Обмена мира «Альфа» закрывает переход со своей стороны. Говард «Альфа» умоляет Поупа помочь ему вернуться обратно, но Поуп наставляет на него пистолет, и Говарду «Альфа» приходится убить Поупа. Иэн использует возможности для того, чтобы Говарда поместили в одиночную камеру. Грета связывает Болдуин с покойной Надей Фиерро и отвергает её. Олдрич использует Эмили «Альфа» в качестве приманки, чтобы заманить в ловушку и Говарда «Прайм», и Болдуин, но Говард обманывает его и подкупает Болдуин, чтобы та отказалась от контракта. Затем Болдуин убивает Олдрича, чтобы отомстить за Надю. Тем временем Клэр убивает Сайруса, сотрудника службы охраны труда, когда тот нападает на неё в её доме. Говард «Прайм» заключает перемирие с Куайлом, соглашаясь сохранить секрет Клэр в обмен на безопасность Эмили «Альфа». Позже, когда Говард «Прайм» всерьез берется за жизнь Говарда «Альфа», Эмили «Альфа» приходит в сознание. |            |                                                                             |                      |                                          |                 |                     |

### Сезон 2 (2018 - 2019)
| № общий | № в сезоне | Название                                    | Режиссёр             | Автор сценария             | Дата премьеры   | Зрители в США (млн) |
| ------- | ---------- | ------------------------------------------- | -------------------- | -------------------------- | --------------- | ------------------- |
| 11      | 1          | «Inside Out» «Наизнанку»                    | Чарльз Мартин        | Эрин Леви                  | 9 декабря 2018  | 0,248               |
| 12      | 2          | «Outside In» «Снаружи внутрь»               | Кайл Патрик Альварес | Джастин Бритт-Гибсон       | 16 декабря 2018 | 0,206               |
| 13      | 3          | «Something Borrowed» «Что-то взятое взаймы» | Кайл Патрик Альварес | Том Пабст                  | 23 декабря 2018 | 0,176               |
| 14      | 4          | «Point of Departure» «Место отправления»    | Лукас Эттлин         | Джина Собол                | 30 декабря 2018 | 0,181               |
| 15      | 5          | «Shadow Puppets» «Теневые марионетки»       | Лукас Эттлин         | Мария Мелник               | 6 января 2019   | 0,244               |
| 16      | 6          | «Twin Cities» «Города-близнецы»             | Джастин Маркс        | Джастин Маркс              | 20 января 2019  | 0,267               |
| 17      | 7          | «No Strings Attached» «Без обязательств»    | Ханель Кулпеппер     | Меган Хуан                 | 27 января 2019  | 0,262               |
| 18      | 8          | «In from the Cold» «Пришедший с холода»     | Ханель Кулпеппер     | Эрин Леви                  | 3 февраля 2019  | 0,235               |
| 19      | 9          | «You to You» «Ты для тебя»                  | Шарлотта Брандстрем  | Джина Собол                | 10 февраля 2019 | 0,207               |
| 20      | 10         | «Better Angels» «Лучшие ангелы»             | Шарлотта Брандстрем  | Меган Хуан и Джастин Маркс | 17 февраля 2019 | 0,260               |

### Производство

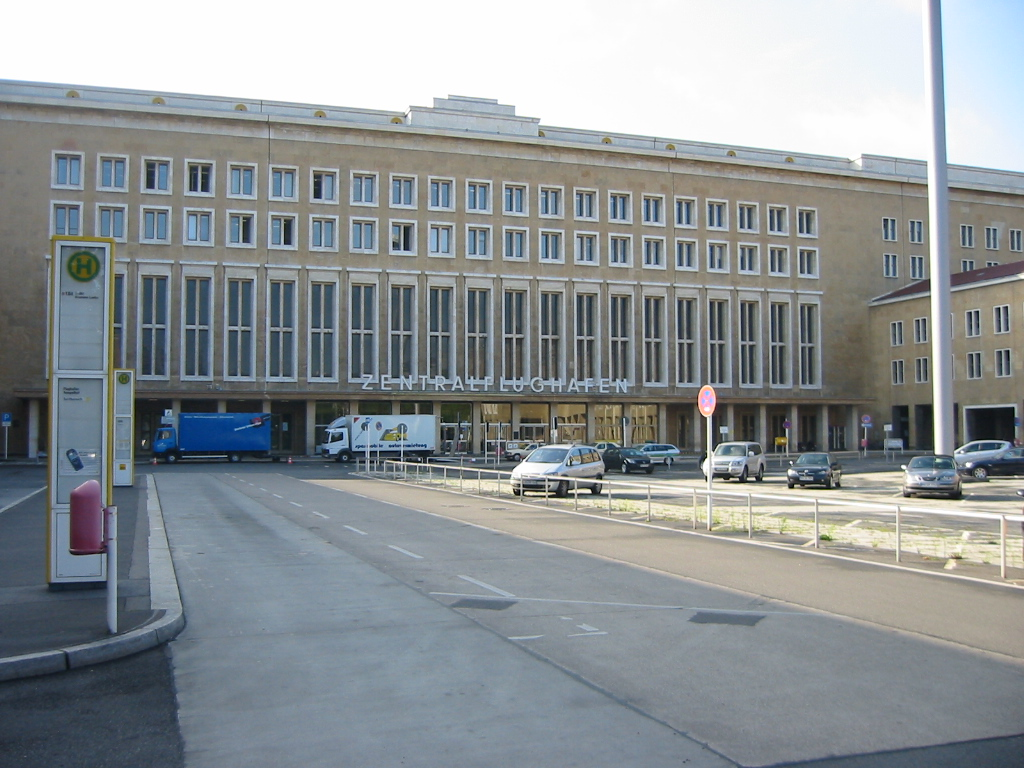
Аэровокзал бывшего берлинского аэропорта Berlin-Tempelhof, использовавшийся в сериале в качестве здания Управления Обмена.

Решение о начале съёмок с Дж. К. Симмонсом в главной роли было принято в апреле 2015 года. Съёмки начались в декабре 2016 г. в Лос-Анджелесе, в 2017 году стало известно, что съёмки будут проводиться также в Соединённых Штатах и в Европе, включая Берлин, где по сценарию происходят основные события сериала, а также Потсдаме, в студии Babelsberg, принимавшей участие в создании сериала.
В качестве главного здания Управления Обмена выступило здание аэровокзала бывшего аэропорта Берлин-Темпельхоф.